# Вжосово (Каменський повіт)
Вжосово (пол. Wrzosowo, нім. Fritzow) — село в Польщі, у гміні Камень-Поморський Каменського повіту Західнопоморського воєводства.
Населення — 641 особа (2011).
У 1975-1998 роках село належало до Щецинського воєводства.

## Демографія
Демографічна структура станом на 31 березня 2011 року:
|          | Загалом | Допрацездатний вік | Працездатний вік | Постпрацездатний вік |
| -------- | ------- | ------------------ | ---------------- | -------------------- |
| Чоловіки | 319     | 59                 | 227              | 33                   |
| Жінки    | 322     | 62                 | 191              | 69                   |
| Разом    | 641     | 121                | 418              | 102                  |